# فیات ۵۱۹
فیات ۵۱۹ (Fiat 519) خودرویی است که در سال‌های ۱۹۲۲ تا ۱۹۲۷ تولید شده است.
طراحی آن خودروهای موتور جلو-محور عقب بوده است.
موتور آن ۴۷۶۶ سی‌سی سیستم جعبه‌دندهٔ آن ۴ دنده‌ای و به صورت دستی است.